# Riddarfalken från Malta
För andra betydelser, se Falken från Malta.
Riddarfalken från Malta (originaltitel: The Maltese Falcon, Finland: Malteser Falken) är en amerikansk film noir från 1941 i regi av John Huston och med Humphrey Bogart, Mary Astor och Peter Lorre i huvudrollerna. Filmen hade svensk premiär 15 februari 1943. Filmen blev först totalförbjuden av svenska filmcensuren, och godkändes med en åldersgräns på 15 år först efter att 12 minuter klippts bort.
Detta var John Hustons första film, och han skrev även manus tillsammans med Dashiell Hammett, filmen baseras på dennes roman med samma namn. Det finns ytterligare två filmer baserade på samma roman; Falken från Malta från 1931 samt Satan Met a Lady från 1936. Detta är även Sydney Greenstreets filmdebut, han medverkade sedan även i bland annat Casablanca från 1942.
År 1989 valdes filmen ut för att bevaras i National Film Registry av USA:s kongressbibliotek då den anses vara ”kulturellt, historiskt eller estetiskt betydelsefull”.

## Handling
Privatdetektiven Sam Spade (Humphrey Bogart) tar sig an ett uppdrag. Det gäller att hitta Ruth Wonderlys (Mary Astor) försvunna syster, som sällskapar med Floyd Thursby. Spades kollega Miles Archer (Jerome Cowan) mördas då han hjälper henne, och Thursby hittas också mördad vilket gör Spade misstänkt för mord. Senare dyker en mystisk man, Joel Cairo (Peter Lorre), upp på Spades kontor. Han beordrar Spade att leta rätt på en svart fågelstatyett som en viss Kasper Gutman (Sydney Greenstreet) är mycket intresserad av. Spade som mer och mer trasslar in sig i en svår härva märker att Wonderly, som egentligen visar sig heta Brigid O'Shaughnessy, är en femme fatale som verkar känna Cairo och Gutman.

## Rollista

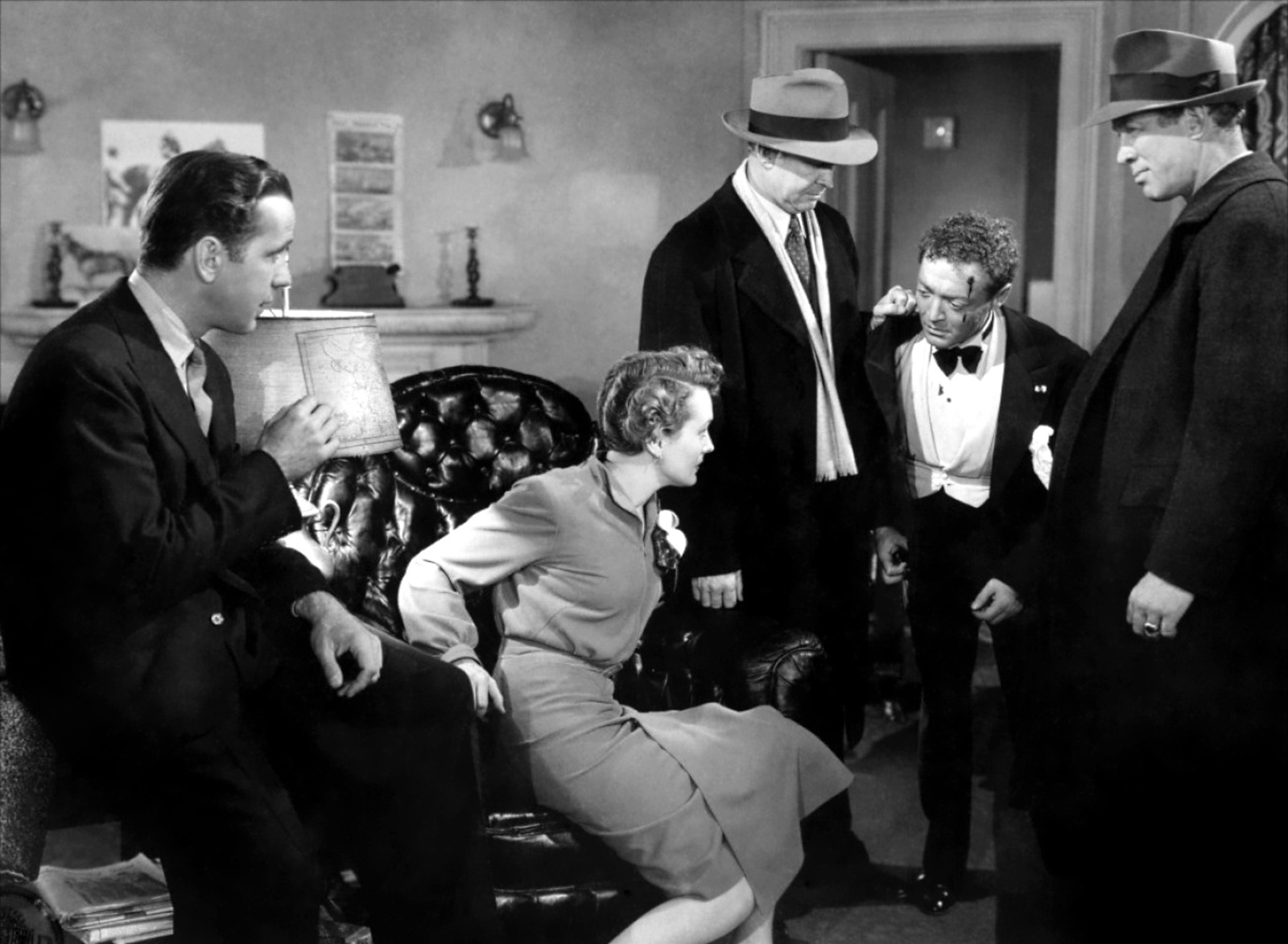
Sam Spade (Humphrey Bogart), Brigid O'Shaughnessy (Mary Astor) och en tilltygad Joel Cairo (Peter Lorre).

- Humphrey Bogart – Sam Spade, privatdetektiv
- Mary Astor – Ruth Wonderly / Brigid O'Shaughnessy
- Gladys George – Iva Archer
- Peter Lorre – Joel Cairo
- Barton MacLane – Dundy
- Lee Patrick – Effie Perine
- Sydney Greenstreet – Kasper Gutman, kallad "the Fat Man"
- Ward Bond – Tom Polhaus, polisman
- Jerome Cowan – Miles Archer
- Elisha Cook Jr. – Wilmer Cook
- James Burke – Luke, hotelldetektiv
- Murray Alper – Frank Richman, taxichaufför
- John Hamilton – Bryan, allmän åklagare